# Seznam památných stromů v okrese Plzeň-sever
Toto je seznam památných stromů v okrese Plzeň-sever, v němž jsou uvedeny památné stromy na území okresu Plzeň-sever.
| Název                                  | Obrázek                                                | Umístění                                               | Druh                | Obvod [v cm] | Kód wikidata      | Galerie                                                      | Poznámka |
| -------------------------------------- | ------------------------------------------------------ | ------------------------------------------------------ | ------------------- | --- | ----------------- | ------------------------------------------------------------ | --- |
| Rožský dub                             |                                                        | Bohy 49°56′33″ s. š., 13°33′34″ v. d.                  | dub letní           | 535 | 102329 Q12050075  |                                                              | Na hrázi bývalého rybníka u osady Rohy, po polní cestě od dvora Rohy                                         |
| Lípa v Břízsku †                       | Lípa v Břízsku                                         | Břízsko 49°54′18″ s. š., 13°31′4″ v. d.                | lípa srdčitá        | 440 | 104595 Q12034684  |                                                              | Ve středu obce Břízsko u kapličky                                                                            |
| Lípy v Číhané                          | Lípy na návsi v Číhané.                                | Číhaná 49°53′35″ s. š., 13°7′26″ v. d.                 | lípa velkolistá (2) | 370 320 | 102324 Q12034741  |                                                              | Na návsi u křížku                                                                                            |
| Lípa v Dýšině                          | Památná lípa v obci Dýšina.                            | Dýšina 49°46′39″ s. š., 13°29′45″ v. d.                | lípa malolistá      | 311 | 102322 Q12034688  |                                                              | V obci u hlavní silnice Dýšina-Nová Huť                                                                      |
| Jasan ztepilý                          | Památný jasan v osadě Brod u Horní Bělé.               | Horní Bělá 49°52′36″ s. š., 13°16′11″ v. d.            | jasan ztepilý       | 440 | 105850 Q26790434  |                                                              | V osadě Brod ve středu volného prostranství mezi zástavbou                                                   |
| Javor ve Chříči †                      |                                                        | Chříč                                                  | javor mléč          | 415 | 102327            |                                                              | Na pastvině východně od hájovny V háji                                                                       |
| Kamenohorský buk                       | Buk roste v kraji lesního porostu u obce Kamenná hora. | Kamenná Hora 49°58′55″ s. š., 13°6′46″ v. d.           | buk lesní           | 425 | 102328 Q12027854  |                                                              | Na okraji lesního komplexu jihozápadně od obce                                                               |
| Borovice v Kamenném Újezdě             | Borovice v Kamenném Újezdě                             | Kamenný Újezd u Nýřan 49°43′9″ s. š., 13°11′1″ v. d.   | borovice lesní      | 275 | 102325 Q11232564  |                                                              | Při silnici do Kamenného Újezda                                                                              |
| Radimova lípa                          | Radimova lípa                                          | Kralovice u Rakovníka 49°59′10″ s. š., 13°27′54″ v. d. | lípa velkolistá     | 381 | 102333 Q12048575  |                                                              | U objektu Mariánský Týnec, v zatáčce silnice Kralovice-Trojany                                               |
| Kostelická lípa                        | Kostelická památná lípa.                               | Líté 49°54′32″ s. š., 13°13′16″ v. d.                  | lípa srdčitá        | 300 | 102335 Q12031123  |                                                              | U polní cesty na Spankov, v blízkosti hájovny Kostelík                                                       |
| Lomanský dub I. †                      | Lomanský dub I.                                        | Lomnička u Plas 49°55′50″ s. š., 13°19′49″ v. d.       | dub letní           | 776 | 102332 Q102239410 |                                                              | U silnice do Draženě u dvora Lomany                                                                          |
| Lomanský dub II. †                     | Lomanský dub II.                                       | Lomnička u Plas 49°55′40″ s. š., 13°19′45″ v. d.       | dub letní           | 744 | 102331 Q102239495 |                                                              | Doporučeno sejmout ochranu při silnici na Lomničku, poblíž dvora Lomany                                      |
| Alej vzdechů                           | Alej vzdechů                                           | Plasy 49°55′51″ s. š., 13°23′30″ v. d.                 | lípa velkolistá     | & Chyba ve výrazu: Neočekávaný operátor / Chyba ve výrazu: Neočekávaný operátor / Chyba ve výrazu: Neočekávaný operátor / Chyba ve výrazu: Neočekávaný operátor / Chyba ve výrazu: Neočekávaný operátor / Chyba ve výrazu: Neočekávaný operátor / Chyba ve výrazu: Neočekávaný operátor / Chyba ve výrazu: Neočekávaný operátor / Chyba ve výrazu: Neočekávaný operátor / Chyba ve výrazu: Neočekávaný operátor / Chyba ve výrazu: Neočekávaný operátor / Chyba ve výrazu: Neočekávaný operátor / Chyba ve výrazu: Neočekávaný operátor / Chyba ve výrazu: Neočekávaný operátor / Chyba ve výrazu: Neočekávaný operátor / -1.0000-0 | 102323 Q10768636  |                                                              | Z Plas na jihovýchod                                                                                         |
| Kongresovka                            | Kongresovka                                            | Plasy 49°56′9″ s. š., 13°23′24″ v. d.                  | lípa velkolistá     | 471 | 102319 Q12030039  |                                                              | Mezi kostelem a prelaturou; 21. 8. 1980 spadla při vichřici, zrušovací rozhodnutí nedoručeno, roste výmladek |
| Nučická lípa                           | Nučická lípa                                           | Rabštejn nad Střelou 50°3′17″ s. š., 13°16′59″ v. d.   | lípa malolistá      | 726 | 102334 Q12041498  |                                                              | U Nučického mlýna                                                                                            |
| Libenovský dub †                       | Libenovský dub                                         | Radějov u Manětína 49°56′26″ s. š., 13°13′39″ v. d.    | dub zimní           | 441 | 102330 Q12033311  |                                                              | Při cestě do Hvozdu, na okraji lesa, u samoty Libenov. Ochrana stromu zrušena 15.12.2022.                    |
| Žižkův dub                             | Žižkův dub                                             | Újezd nade Mží 49°47′14″ s. š., 13°10′42″ v. d.        | dub letní           | 750 | 102326 Q10296176  | Kategorie „Žižkův dub (Újezd nade Mží)“ na Wikimedia Commons | V blízkosti červené turistické trasy u Mže západně obce                                                      |
| Vlastin dub                            | Dub v těsné blízkosti obce Uněšov, při silnici do KV.  | Úněšov 49°53′16″ s. š., 13°8′37″ v. d.                 | dub letní           | 337 | 102320 Q11915893  |                                                              | U silnice Úněšov-Číhaná, v lokalitě U dubu, u děkovného kříže z r. 1892                                      |
| Lípa u kostela svatého Václava v Úterý | Lípa Lípa u kostela svatého Václava nad obcí Úterý.    | Úterý 49°56′28″ s. š., 12°59′58″ v. d.                 | lípa malolistá      | 520 | 102321 Q12034678  |                                                              | Je součástí parkové úpravy u hřbitovního kostela                                                             |
| Hraniční smrk                          |                                                        | Úterý 49°55′37″ s. š., 12°58′57″ v. d.                 | smrk ztepilý        | 363 | 105957 Q26790576  |                                                              | V údolí levostranného přítoku Nezdického potoka                                                              |